# Liste der Mitglieder des Réseau Zéro-France
Diese Liste ist eine Aufstellung der Mitglieder des Réseau Zéro-France. Er war eine Geheimdienstorganisation gegen den Nationalsozialismus im besetzten Frankreich und hatte seine Wurzeln in Belgien. Die Tabellen erheben keinen Anspruch auf Vollständigkeit.

## Französischer Zweig
| Name                                        | Ref.        | Geburtsjahr/-ort                           | Sterbejahr/-ort Todesursache                    | Beruf                                | Anmerkungen                               | Foto oder Subnetzwerk    |
| ------------------------------------------- | ----------- | ------------------------------------------ | ----------------------------------------------- | ------------------------------------ | ----------------------------------------- | ------------------------ |
| René Bonpain (Abbé Bonpain)                 | [ 1 ]       | 1908 in Dünkirchen (Nord)                  | 1943 im Fort de Bondues (Nord), erschossen      | Priester                             | Réseau Alliance, Réseau Zéro (Frankreich) |                          |
| Geneviève Cebost                            | [ 2 ] [ 3 ] | 1908 in Dives-sur-Mer                      |                                                 |                                      | Réseau Zéro (Frankreich)                  | Varaville                |
| Alfred Delaval                              | [ 4 ]       | 1914 in Tourcoing                          | 1944 im Fort de Bondues (Nord), erschossen      | Hoteldirektor                        | OCM, Réseau Zéro (Frankreich)             |                          |
| Yves Diverres                               | [ 5 ]       | 1893 in Quimper (Finistère)                | 1944 in Saint-Pierre-du-Jonquet (Calvados)      | Wachmann                             | Réseau Zéro (Frankreich)                  | Dives-sur-Mer (Calvados) |
| Joseph Dubar                                | [ 6 ]       | 1899 in Roubaix                            | 1960 in Roubaix                                 | Schreiner/Tischler, Stoffdesigner    | Réseau Zéro (Frankreich)                  |                          |
| Pierre Dupont                               | [ 7 ]       |                                            |                                                 | Automechaniker                       | Réseau Zéro (Frankreich)                  | Cabourg                  |
| Fernand Fanneau                             | [ 7 ]       | 1903 in Saint-Pierre-sur-Dives             | 1945 im KZ Sachsenhausen                        | Zimmermann                           | Réseau Zéro (Frankreich)                  | Villers-sur-Mer          |
| Ferdinand François (auch: Fernand François) | [ 8 ]       | 1896 in Toufflers (Nord)                   | 1943 in Arras (Pas-de-Calais)                   | Verkäufer                            | Réseau Zéro, Réseau Action 40 (FFC)       |                          |
| Jean Gayot                                  | [ 9 ]       | 1922                                       | 1945 im KZ Flossenbürg                          |                                      | Réseau Zéro (Frankreich)                  |                          |
| Simone Hainault                             | [ 10 ]      |                                            |                                                 |                                      | Réseau Zéro (Frankreich)                  |                          |
| Marc Hardy                                  | [ 10 ]      | 1908                                       |                                                 | SNCF-Mitarbeiter                     | Réseau Zéro (Frankreich)                  |                          |
| René Hecquet                                |             |                                            |                                                 |                                      | Réseau Zéro (Frankreich)                  |                          |
| Moses Florent Henocque                      | [ 10 ]      | 1909                                       |                                                 | Buchhalter                           | Réseau Zéro (Frankreich)                  |                          |
| Roger Herlin                                | [ 10 ]      | 1907                                       | 1992                                            | Einzelhändler                        | Réseau Zéro (Frankreich)                  |                          |
| Alexandre Hewett                            | [ 10 ]      | 1899                                       |                                                 |                                      | Réseau Zéro (Frankreich)                  |                          |
| Paul Joly                                   | [ 11 ]      | 1899 in Lannoy (Nord)                      | 1945 im KZ Buchenwald                           | Hersteller von Kühlgeräten           | Réseau Zéro (Frankreich)                  |                          |
| Pierre Jooris                               | [ 12 ]      | 1909 in Ixelles (Belgien)                  | 1943 in Arras (Pas-de-Calais)                   | Jurist                               | Réseau Zéro (Frankreich)                  |                          |
| Gérard Kaisin                               | [ 13 ]      | 1904 in Namur (Belgien)                    |                                                 |                                      | Réseau Zéro (Frankreich)                  |                          |
| Jeannette Lacroix                           | [ 2 ]       |                                            |                                                 |                                      | Réseau Zéro (Frankreich)                  | Varaville                |
| Victor Laveille                             | [ 2 ]       |                                            |                                                 |                                      | Réseau Zéro (Frankreich)                  | Varaville                |
| Paul Leroy                                  | [ 2 ]       |                                            |                                                 |                                      | Réseau Zéro (Frankreich)                  | Varaville                |
| Aimable Lepeu                               | [ 7 ]       | 1899 in Hauteville-sur-Mer                 | 1975 in Caen                                    | Apotheker                            | Réseau Zéro (Frankreich)                  | Dives-sur-Mer (Calvados) |
| Gabrielle Lepeu                             |             |                                            |                                                 |                                      |                                           | Dives-sur-Mer (Calvados) |
| Fernand Mannoury                            | [ 14 ]      | 1897 in Saint-Pierre-sur-Dives (Calvados)  | 1944 in Saint-Pierre-du-Jonquet (Calvados)      | Eisenbahnmitarbeiter                 | Réseau Zéro (Frankreich)                  | Dives-sur-Mer (Calvados) |
| Albert Marion                               | [ 2 ]       | 1907                                       |                                                 | Mitarbeiter im Katasteramt           | Réseau Zéro (Frankreich)                  | Varaville                |
| Paul Marion                                 | [ 2 ]       | 1919                                       |                                                 | Lagerarbeiter                        | Réseau Zéro (Frankreich)                  | Varaville                |
| Renée Marion                                | [ 2 ]       |                                            |                                                 |                                      | Réseau Zéro (Frankreich)                  | Varaville                |
| ? (VN) Mayeras                              | [ 15 ]      |                                            |                                                 | Monteur                              | Réseau Zéro (Frankreich)                  |                          |
| Kleber Mesnard                              | [ 15 ]      | 1912                                       | 1947 in Creil                                   |                                      | Réseau Zéro (Frankreich)                  |                          |
| Kleber Morel                                | [ 15 ]      | 1902                                       |                                                 | SNCF-Mitarbeiter                     | Réseau Zéro (Frankreich)                  |                          |
| François Revel                              | [ 16 ]      | 1892 in Saint-Omer (Pas-de-Calais)         | 1944 in der Zitadelle von Arras (Pas-de-Calais) | Buchhalter                           | OCM, Réseau Zéro (Frankreich)             |                          |
| Jean Rohr                                   | [ 17 ]      | 1918 in Anzeling (Mosel)                   | 1944 im Fort de Seclin, hingerichtet            | Elektroingenieur                     | Réseau Zéro (Frankreich)                  |                          |
| Louis Roussel                               | [ 18 ]      | 1897 in Abscon (Nord)                      | 1976 in Paris                                   | Hersteller pharmazeutischer Produkte | Réseau Zéro (Frankreich)                  |                          |
| Andrè Sagot                                 | [ 19 ]      | 1908                                       |                                                 | Polizist                             | Réseau Zéro (Frankreich)                  |                          |
| Gaston Sauvage                              | [ 19 ]      | 1901 in Caudry                             |                                                 |                                      | Réseau Zéro (Frankreich)                  |                          |
| Louis Sevel                                 | [ 19 ]      | 1902                                       |                                                 | SNCF-Mitarbeiter                     | Réseau Zéro (Frankreich)                  |                          |
| Léon Tardy                                  | [ 20 ]      | 1900 in Paris                              | 1945 in Sandbostel (?)                          | Landwirt                             | Réseau Zéro (Frankreich)                  | Grangues                 |
| Pierre Thieulle                             | [ 7 ]       | 1881                                       | 1944 im KZ Bergen-Belsen                        | ehemaliger Postmitarbeiter           | Réseau Zéro (Frankreich)                  | Cabourg                  |
| Maurice Tournerit                           | [ 21 ]      | 1912 in Châtillon-sur-Sèvres (Deux-Sèvres) | 1944 in Niort (Deux-Sèvres)                     |                                      | FFC, Réseau Zéro (Frankreich)             |                          |
| Marius Tréfouel                             | [ 7 ]       |                                            |                                                 | Eisenbahnmitarbeiter                 | Réseau Zéro (Frankreich)                  | Deauville                |

## Belgischer Zweig
| Name                 | Ref.   | Geburtsjahr/-ort                             | Sterbejahr/-ort Todesursache         | Beruf                              | Anmerkungen           | Foto oder Subnetzwerk |
| -------------------- | ------ | -------------------------------------------- | ------------------------------------ | ---------------------------------- | --------------------- | --------------------- |
| Marcel Van Caester   |        |                                              |                                      |                                    | Réseau Zéro (Belgien) |                       |
| Joseph Dehennin      | [ 22 ] | 1904 in Hoegaarden                           | 1943 in Dortmund                     | Kriminalpolizeikommissar           | Réseau Zéro (Belgien) |                       |
| René Dufrasnes       |        |                                              |                                      |                                    | Réseau Zéro (Belgien) |                       |
| Albert Hachez        |        | 1917 in Saintes (Belgien)                    | 2002 in Woluwe-Saint-Lambert         | Jurist                             | Réseau Zéro (Belgien) |                       |
| Mathieu de Jonge     |        | 1911 in Brüssel                              | 1944 im KZ Mauthausen                | Jurist                             | Réseau Zéro (Belgien) |                       |
| Fernand Kerkhof      |        | 1890 in Brügge                               | 1947                                 | Journalist, Mitarbeiter einer Bank | Réseau Zéro (Belgien) |                       |
| Louise de Landsheere |        | 1908 in Brüssel                              | 1989 in Anderlecht                   | Herausgeberin, Journalistin        | Réseau Zéro (Belgien) |                       |
| Jules Lerot          |        |                                              |                                      |                                    | Réseau Zéro (Belgien) |                       |
| Paul Lescornez       |        | 1888 in Saint-Nicolas (Ostflandern, Belgien) | 1943 in Berlin (Schießstand, Tegel)  |                                    | Réseau Zéro (Belgien) |                       |
| Jean Moens           |        |                                              |                                      |                                    | Réseau Zéro (Belgien) |                       |
| Joseph Raskin        |        | 1892 in Stevoort                             | 1943 in Dortmund                     | Missionar                          | Réseau Zéro (Belgien) |                       |
| William Ugeux        |        | 1909 in Brüssel                              | 1997 in Brüssel                      | Historiker, Journalist, Lehrer     | Réseau Zéro (Belgien) |                       |
| Maxime Vanpraag      |        | 1910 in Saint-Gilles                         | 1945 in Nordhausen (Boelcke-Kaserne) |                                    | Réseau Zéro (Belgien) |                       |